# Маракана (станция метро)
Маракана (порт. Estação Maracanã) — станция Линии 2 метрополитена Рио-де-Жанейро. Станция располагается в районе Маракана города Рио-де-Жанейро. Открыта в 1981 году.
Станция имеет один выход, ведущий к стадиону и спортивному комплексу: Radial Oeste.

## Окрестности
- Стадион Маракана
- Мараканазинью